# کیبدو
کیبدو (به اسپانیایی: Quibdó) یک سکونتگاه مسکونی در کلمبیا است که در بخش چوکو واقع شده‌است.

## خصوصیات
کیبدو ۳٬۳۳۷٫۵ کیلومترمربع مساحت و ۱۲۶٬۳۸۴ نفر جمعیت دارد و ۴۳ متر بالاتر از سطح دریا واقع شده‌است.